# William Green Building
Le William Green Building est un gratte-ciel de 162 mètres de hauteur desservi par 21 ascenseurs, construit à Columbus (Ohio) aux États-Unis de 1986 à 1990. Il abrite des bureaux.
En 2024 c'était l'un des dix plus haut gratte-ciel de la ville.
Le bâtiment a été conçu par les agences d'architecture Prindle Patrick + Associates et NBBJ.